# Portrait d'une femme africaine
Portrait d'une femme africaine est une peinture à l'huile sur toile, réalisée par le peintre suisse Félix Vallotton (1865-1925), conservée au Musée d'Art moderne de Troyes.

## Histoire
À Paris en 1882, Félix Vallotton est admis aux ateliers fréquentés par les artistes postimpressionnistes. Puis il se rapproche du groupe des nabis, élèves et appréciateurs de Paul Gauguin.
Il peint des scènes d'intérieur, des paysages, des nus, des portraits et des natures mortes. Il utilise des couleurs vives et intenses. Félix Vallotton est considéré comme un artiste réaliste.
En janvier 1910, à la galerie Druet, a lieu sa première exposition ; le catalogue doit sa préface à Octave Mirbeau qui  écrit : « Comme ceux qui ont beaucoup vu, beaucoup lu, beaucoup réfléchi, il est pessimiste. Mais ce pessimisme n’a rien d'agressif, rien d'arbitrairement négatif. ».

## Description
Cette femme africaine, assise et vue de face, dévoile ses seins, vêtue d'une jupe de satin jaune et portant une coiffe en tissu rayé, nouée autour de la tête. Elle possède une simplicité élégante avec ses bijoux roses, presque enfantins. La femme a les lèvres charnues et la poitrine volumineuse.

## Exposition
- 2013 -2014 : Félix Vallotton Le feu sous la glace, 2 octobre 2013, janvier 2014, Paris, Grand Palais[2].

## Autres portraits

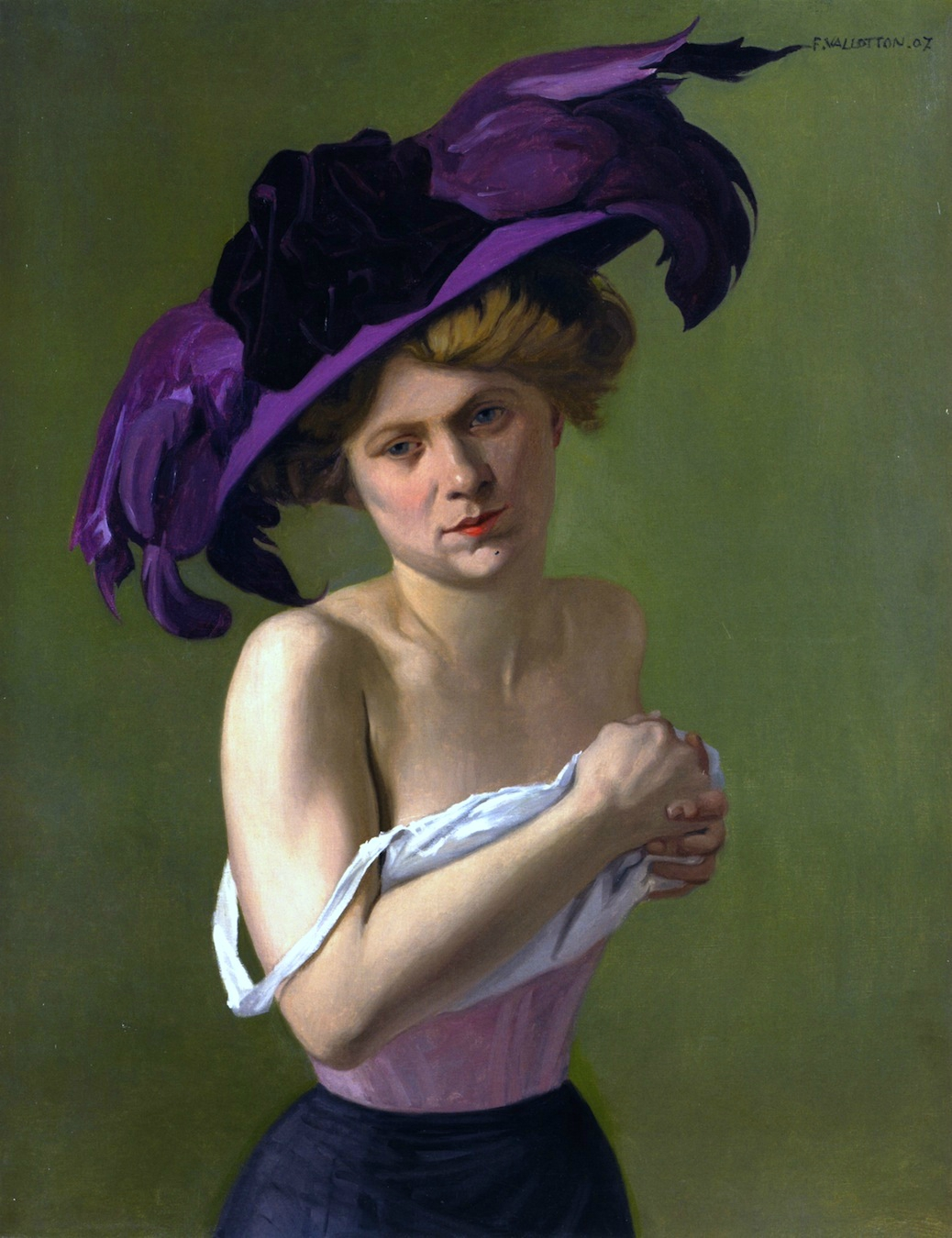
Félix Vallotton, Le Chapeau violet, 1907, Villa Flora (Winterthour).
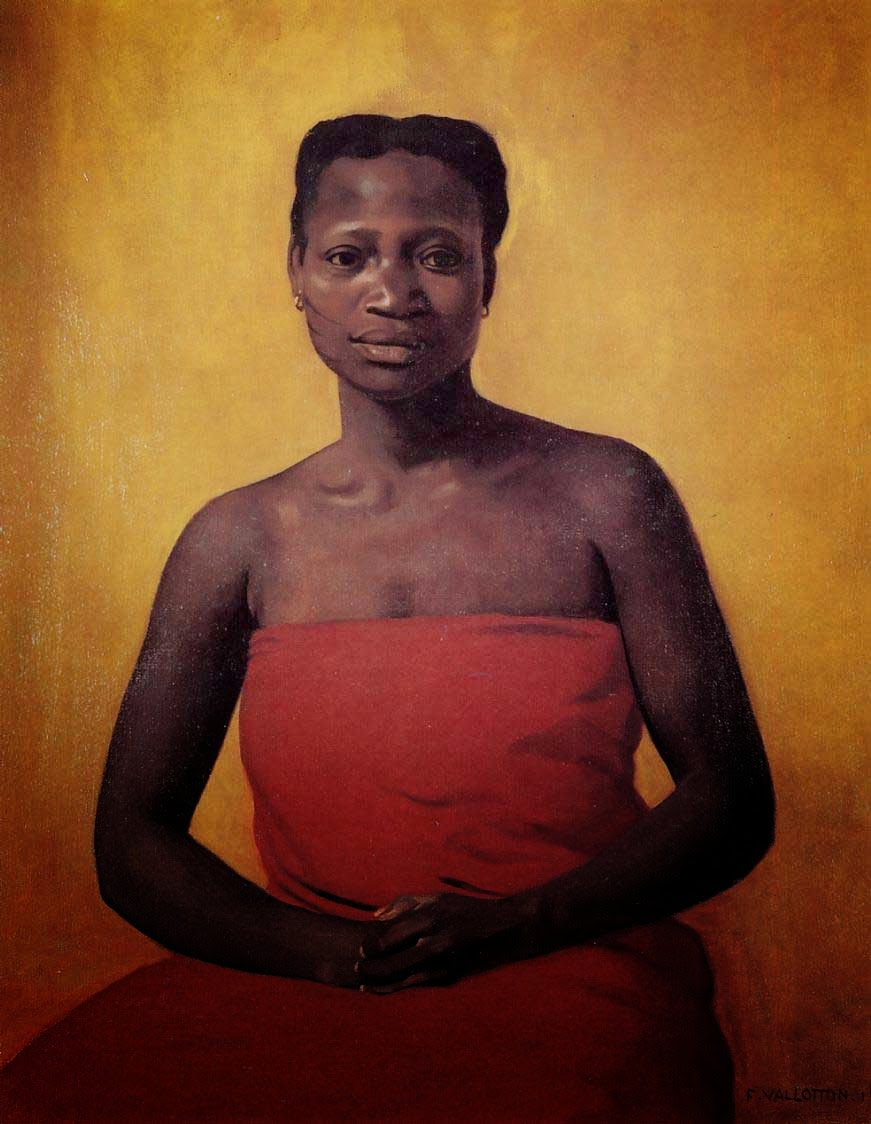
Félix Vallotton, Femme noire assise de face, 1911